# Рест-Шаро, Юлий Исаакович
Юлий Исаакович Рест-Шаро (псевдоним Б. Рест; 13 марта 1907, Брест-Литовск, Российская империя — 29 июля 1984, Ленинград, СССР) — советский драматург, журналист, переводчик, прозаик и сценарист, Член Союза писателей СССР.

## Биография
Родился 13 марта 1907 года в Бресте. В 1919 году поступил на естественно-математическое отделение Симферопольского общеобразовательного техникума, который он окончил в 1924 году. В 1939 году в связи с началом Советско-финской войны ушёл добровольцем на фронт, а в 1941 году в связи с началом ВОВ повторно ушёл добровольцем на фронт и прошёл всю войну, за что в 1944 году он был удостоен Ордена Красной Звезды.
После демобилизации начал писать сценарии к документальным, научно-популярным и художественным фильмам.
Скончался 29 июля 1984 года в Ленинграде. Кремирован, урна с прахом захоронена в колумбарии ленинградского крематория.

### Журналистская деятельность
Начиная с 1920-х годов работал в газете Красный Крым. С 1925 года переехал в Москву и вошёл в состав Нашей газеты и занимал должность репортёра, затем заведовал отделом искусства. В 1929 году вошёл в состав Литературной газеты, сначала работал корреспондентом вплоть до 1931 года, с 1931 года переехал в Ленинград и заведовал корпунктом ленинградского отделения.

## Фильмография

### Сценарист
- 1958 — Сыновья идут дальше (Почётная премия Президиума Верховного совета Узбекской ССР; 1960)
- 1960 — Об этом говорит вся махалля